# Bognár György (labdarúgó)
Bognár György (Baja, 1961. november 5. –) válogatott labdarúgó, középpályás, edző. Az 1986-os mexikói labdarúgó-világbajnokság résztvevője.

## Pályafutása

### Klubcsapatban
Fiatalon ismerkedett meg a labdarúgással, bejárta a szamárlétrát (serdülő, ifjúsági, tartalék), hogy megszerezze a szükséges tapasztalatokat. Játékosként a Bajai KSK-tól az MTK-VM-hez került. 1987-ben tagja volt, a 29 év után ismét bajnoki címet szerző kék-fehér csapatnak, ahol összesen 141 bajnoki mérkőzésen 16 gólt szerzett. 1988-ban Franciaországba szerződött, a Sporting Toulon csapatához. Itt három idényt töltött és 61 mérkőzésen 8 gólt szerzett. 1991-ben a belga Standard Liège csapatában 10 bajnoki mérkőzést játszott, majd hazatért és 1992 és 1996 között a BVSC játékosa volt, ahol 110 bajnoki mérkőzésen 38 gólt szerzett. Az aktív labdarúgói pályafutását itt fejezte be.
Kiváló futsal játékosként is sportolt, a Mező FC egyesülettel több kiváló eredményt ért el.

### A válogatottban
A magyar válogatottban 1985 és 1994 között 50 alkalommal szerepelt és 7 gólt szerzett. Tagja volt az 1986-os mexikói világbajnokságon szereplő csapatnak.
A magyar teremlabdarúgó-válogatottal több kiváló eredményt ért el. Az első futsal világbajnokságot - amit Hollandiában rendeztek - megelőzően 1989-ben a FIFA Kispályás Bizottsága (aminek első vezetője: dr. Szepesi György volt) a Magyar Labdarúgó-szövetséget kérte fel, hogy egy nyolc csapatos torna keretében segítsen felméri a szabályok alkalmazhatóságát, érthetőségét.

### Edzőként
1996-tól a BVSC társ-szakosztályvezetője, majd klubigazgatója, 1998-tól az MTK Hungária utánpótlás szakágvezetője és az ifjúsági csapat irányítója volt. 2001–02-ben az első csapat vezetőedzőjeként dolgozott, majd 2002-től rövid ideig az FC Sopronnál klubigazgató. 2003-ban a Sopron szerződést bontott vele, majd több mint 10 millió forintos károkozásért feljelentették. 2006 elején a bíróság jogerősen öt év felfüggesztett börtönbüntetésre ítélte folytatólagosan elkövetett sikkasztás, egy rendbeli csalás és egy rendbeli okirat-hamisítás miatt. A 2008–2009-es szezonban a Felcsút vezetőedzője volt, de idény közben megváltak tőle. 2009-ben a III. kerületi TUE csapatánál szakmai igazgató, majd ősztől a csapat edzője novemberig, amikor szerződést bontottak vele. 2010 nyarától 2012-ig a másodosztályú Bajai LSE vezetőedzője volt. 2012 júliusában vette át a másodosztályba feljutott Csákvári TK együttesét. Előbb 2012-2014-ig edzőként, majd két éven át szakmai igazgatóként segítette a klubot.  A Puskás Akadémiát 2016 nyarától novemberig szintén szakmai igazgatóként irányította. 2017-től a Budaörsi SC csapatát irányította, majd 2020 őszén a Paksi FC vezetőedzője lett. 2022 májusában az MTK szakmai igazgatójának nevezték ki.

### Szakkommentátorként
2007 és 2018 között a Sport TV szakkommentátora. A 2020-as Európa-bajnokság alatt az M4 Sport alkalmazta.

## Sikerei, díjai

### Klubcsapatokban
MTK-VM
- Magyar bajnok: 1986–87

 BVSC
- Magyar labdarúgó-bajnokság ezüstérmes: 1995–96
- Magyar kupadöntős: 1996

### Edzőként
Paks
- Magyar kupagyőztes (2): 2024[8], 2025[9]

- Magyar kupadöntős (1): 2022

- A 2021–2022-es idény legjobb vezetőedzője (RangAdó Gála, 2022. május 17.)[10]

- A 2023–2024-es szezon legjobb edzője a HLSZ (Hivatásos Labdarúgók Szervezete) szavazásán: 2024[11]

- A 2024–2025-ös idény legjobb vezetőedzője (RangAdó Gála, 2025. május 27.)[12]

## Edzői statisztika
| Csapat              | –tól                | –ig                  | Statisztika | Statisztika | Statisztika | Statisztika | Statisztika | Statisztika | Statisztika | Statisztika |
| Csapat              | –tól                | –ig                  | M           | GY          | D           | V           | RG          | KG          | GK          | GY %        |
| ------------------- | ------------------- | -------------------- | ----------- | ----------- | ----------- | ----------- | ----------- | ----------- | ----------- | ----------- |
| MTK                 | 2001. május 2.      | 2002. április 24.    | 40          | 22          | 5           | 13          |             |             |             | 55%         |
| Soproni VSE         | 2002. április 29.   | 2002. augusztus 25.  | 10          | 0           | 5           | 5           |             |             |             |             |
| REAC                | 2004. február 24.   | 2004. június 20.     | 16          | 7           | 4           | 5           |             |             |             | 43,7%       |
| Budapest Honvéd FC  | 2004. augusztus 18. | 2004. december 29.   | 13          | 6           | 2           | 5           | 22          | 28          | -6          | 46%         |
| Puskás Akadémia U19 | 2008. december 8.   | 2009. január 31.     | 0           |             |             |             |             |             |             |             |
| III. Kerületi TVE   | 2008. február 4.    | 2009. november 15.   | 45          | 15          | 11          | 19          |             |             |             | 33,3%       |
| Bajai LSE           | 2010. június 19.    | 2012. június 13.     | 67          | 30          | 11          | 26          | 114         | 104         | +10         | 44,7%       |
| Csákvári TK         | 2012. június 29.    | 2014. október 4.     | 40          | 17          | 7           | 16          | 54          | 49          | +5          | 42,5%       |
| Budaörsi SC         | 2017. január 1.     | 2020. szeptember 22. | 125         | 57          | 27          | 41          | 235         | 178         | +57         | 45,6%       |
| Összesítve          | Összesítve          | Összesítve           | 356         | 154         | 23          | 131         | 0           | 0           | 0           | 43,2%       |

 frissítve: 2020.01.25. 

 kupa és bajnoki mérkőzéseket is számítva 

### Mérkőzései a válogatottban
| Magyarország | Magyarország         | Magyarország                           | Magyarország     | Magyarország | Magyarország            | Magyarország  | Magyarország | Magyarország   |
| #            | Dátum                | Helyszín                               | Hazai            | Eredmény     | Vendég                  | Kiírás        | Gólok        | Esemény        |
| ------------ | -------------------- | -------------------------------------- | ---------------- | ------------ | ----------------------- | ------------- | ------------ | -------------- |
| 1.           | 1985. december 9.    | Irapuato (MEX)                         | Magyarország     | 1 – 0        | Dél-Korea               | barátságos    | -            | 46'            |
| 2.           | 1985. december 11.   | Monterrey, Technológico Stadion (MEX)  | Magyarország     | 3 – 1        | Algéria                 | barátságos    | 1            | 56'            |
| 3.           | 1985. december 14.   | Toluca                                 | Mexikó           | 2 – 0        | Magyarország            | barátságos    | -            | 46'            |
| 4.           | 1986. január 30.     | El, ben-Khalifa-stadion (QAT)          | Ázsia-válogatott | 0 – 3        | Magyarország            | barátságos    | -            | 73'            |
| 5.           | 1986. február 1.     | Doha, el-Kabir-stadion (QAT)           | Ázsia-válogatott | 0 – 2        | Magyarország            | barátságos    | -            | 73'            |
| 6.           | 1986. február 2.     | Doha                                   | Katar            | 0 – 3        | Magyarország            | barátságos    | -            | 59'            |
| 7.           | 1986. március 16.    | Budapest, Népstadion                   | Magyarország     | 3 – 0        | Brazília                | barátságos    | -            | 8'             |
| 8.           | 1986. június 2.      | Irapuato, Estadio Irapuato (MEX)       | Szovjetunió      | 6 – 0        | Magyarország            | vb-csoportkör | -            |                |
| 9.           | 1986. június 6.      | Irapuato, Estadio Irapuato (MEX)       | Magyarország     | 2 – 0        | Kanada                  | vb-csoportkör | -            |                |
| 10.          | 1986. június 9.      | León, Estadio León (MEX)               | Magyarország     | 0 – 3        | Franciaország           | vb-csoportkör | -            | 65'            |
| 11.          | 1987. február 8.     | Limassol, Círio Stadion                | Ciprus           | 0 – 1        | Magyarország            | Eb-selejtező  | -            | 79'            |
| 12.          | 1987. szeptember 9.  | Glasgow, Hampden Park                  | Skócia           | 2 – 0        | Magyarország            | barátságos    | -            |                |
| 13.          | 1987. szeptember 23. | Varsó, Legia-stadion                   | Lengyelország    | 3 – 2        | Magyarország            | Eb-selejtező  | 1            | 10' 81'        |
| 14.          | 1987. október 14.    | Budapest, Népstadion                   | Magyarország     | 3 – 0        | Görögország             | Eb-selejtező  | 1            | 12'            |
| 15.          | 1987. november 18.   | Budapest, Népstadion                   | Magyarország     | 0 – 0        | NSZK                    | barátságos    | -            |                |
| 16.          | 1987. december 2.    | Budapest, Üllői úti Stadion            | Magyarország     | 1 – 0        | Ciprus                  | Eb-selejtező  | -            |                |
| 17.          | 1988. március 16.    | Budapest, Népstadion                   | Magyarország     | 1 – 0        | Törökország             | barátságos    | -            |                |
| 18.          | 1988. március 26.    | Brüsszel, Heysel Stadion               | Belgium          | 3 – 0        | Magyarország            | barátságos    | -            | 59'            |
| 19.          | 1988. május 4.       | Budapest, Népstadion                   | Magyarország     | 3 – 0        | Izland                  | barátságos    | -            | 64'            |
| 20.          | 1988. május 10.      | Budapest, Népstadion                   | Magyarország     | 2 – 2        | Dánia                   | barátságos    | 1            | 56' 85'        |
| 21.          | 1988. május 17.      | Budapest, Népstadion                   | Magyarország     | 0 – 4        | Ausztria                | barátságos    | -            |                |
| 22.          | 1988. augusztus 31.  | Linz, Linzer Stadion                   | Ausztria         | 0 – 0        | Magyarország            | barátságos    | -            |                |
| 23.          | 1988. október 19.    | Budapest, Népstadion                   | Magyarország     | 1 – 0        | Észak-Írország          | vb-selejtező  | -            |                |
| 24.          | 1988. december 11.   | Ta’ Qali                               | Málta            | 2 – 2        | Magyarország            | vb-selejtező  | -            | 46'            |
| 25.          | 1989. április 12.    | Budapest, Népstadion                   | Magyarország     | 1 – 1        | Málta                   | vb-selejtező  | -            |                |
| 26.          | 1989. április 26.    | Taranto, Jacovone Stadion              | Olaszország      | 4 – 0        | Magyarország            | barátságos    | -            | 76'            |
| 27.          | 1989. június 4.      | Dublin, Landsdowne Road                | Írország         | 2 – 0        | Magyarország            | vb-selejtező  | -            | 66'            |
| 28.          | 1989. szeptember 6.  | Belfast, Windsor Park                  | Észak-Írország   | 1 – 2        | Magyarország            | vb-selejtező  | 1            | 43' 84'        |
| 29.          | 1989. október 11.    | Budapest, Népstadion                   | Magyarország     | 2 – 2        | Spanyolország           | vb-selejtező  | -            |                |
| 30.          | 1989. október 25.    | Budapest, Népstadion                   | Magyarország     | 1 – 1        | Görögország             | barátságos    | -            |                |
| 31.          | 1989. november 15.   | Sevilla, Ramón Sánchez Pizjuan Stadion | Spanyolország    | 4 – 0        | Magyarország            | vb-selejtező  | -            | 89'            |
| 32.          | 1990. március 20.    | Budapest, Üllői úti Stadion            | Magyarország     | 2 – 0        | Egyesült Államok        | barátságos    | -            | 81'            |
| 33.          | 1990. március 28.    | Budapest, Népstadion                   | Magyarország     | 1 – 3        | Franciaország           | barátságos    | -            | 62'            |
| 34.          | 1990. április 11.    | Salzburg, Lehen Stadion                | Ausztria         | 3 – 0        | Magyarország            | barátságos    | -            | 85'            |
| 35.          | 1990. május 28.      | Nîmes, Costiéres Stadion (FRA)         | Magyarország     | 3 – 0        | Egyesült Arab Emírségek | barátságos    | -            |                |
| 36.          | 1990. június 2.      | Budapest, Fáy utcai Stadion            | Magyarország     | 3 – 1        | Kolumbia                | barátságos    | 1            | 6'             |
| 37.          | 1990. október 10.    | Bergen, Brann Stadion                  | Norvégia         | 0 – 0        | Magyarország            | Eb-selejtező  | -            |                |
| 38.          | 1990. október 17.    | Budapest, Népstadion                   | Magyarország     | 1 – 1        | Olaszország             | Eb-selejtező  | -            |                |
| 39.          | 1990. október 31.    | Budapest, Hungária körúti Stadion      | Magyarország     | 4 – 2        | Ciprus                  | Eb-selejtező  | -            |                |
| 40.          | 1991. március 27.    | Santander, Sardinero Stadion           | Spanyolország    | 2 – 4        | Magyarország            | barátságos    | -            | 89'            |
| 41.          | 1991. április 3.     | Limassol                               | Ciprus           | 0 – 2        | Magyarország            | Eb-selejtező  | -            |                |
| 42.          | 1991. április 17.    | Budapest, Népstadion                   | Magyarország     | 0 – 1        | Szovjetunió             | Eb-selejtező  | -            | 89'            |
| 43.          | 1991. május 1.       | Salerno, Arechi Stadion                | Olaszország      | 3 – 1        | Magyarország            | Eb-selejtező  | 1            | 66' (11-esből) |
| 44.          | 1991. december 4.    | León                                   | Mexikó           | 3 – 0        | Magyarország            | barátságos    | -            | 68'            |
| 45.          | 1991. december 8.    | San Salvador                           | Salvador         | 1 – 1        | Magyarország            | barátságos    | -            |                |
| 46.          | 1992. augusztus 26.  | Nyíregyháza, Városi Stadion            | Magyarország     | 2 – 1        | Ukrajna                 | barátságos    | -            | 74'            |
| 47.          | 1992. szeptember 9.  | Luxembourg, Municipal Stadion          | Luxemburg        | 0 – 3        | Magyarország            | vb-selejtező  | -            | 81'            |
| 48.          | 1994. március 23.    | Linz                                   | Ausztria         | 1 – 1        | Magyarország            | barátságos    | -            | 52'            |
| 49.          | 1994. április 6.     | Szombathely, Rohonci úti stadion       | Magyarország     | 0 – 1        | Szlovénia               | barátságos    | -            | 46'            |
| 50.          | 1994. május 18.      | Győr, Rába ETO Stadion                 | Magyarország     | 2 – 2        | Horvátország            | barátságos    | -            | 64'            |
|              | Összesen             |                                        |                  | 50           | mérkőzés                |               | 7            | gól            |